# Liste der Biografien/Frel
Liste der Biografien |
Portal Biografien |
Personensuche
# |
A |
B |
C |
D |
E |
F |
G |
H |
I |
J |
K |
L |
M |
N |
O |
P |
Q |
R |
S |
T |
U |
V |
W |
X |
Y |
Z |
?
 
Fa |
Fe |
Ff |
Fh |
Fi |
Fj |
Fk |
Fl |
Fm |
Fn |
Fo |
Fr |
Ft |
Fu |
Fy
 
Fra |
Frc |
Fre |
Frg |
Fri |
Frk |
Frl |
Fro |
Fru |
Fry
 
Frea |
Freb |
Frec |
Fred |
Free |
Freg |
Freh |
Frei |
Frej |
Frek |
Frel |
Frem |
Fren |
Freo |
Frep |
Freq |
Frer |
Fres |
Fret |
Freu |
Frev |
Frew |
Frey |
Frez
Die Liste der Biografien führt alle Personen auf, die in der deutschsprachigen Wikipedia einen Artikel haben. Dieses ist eine Teilliste mit 22 Einträgen von Personen, deren Namen mit den Buchstaben „Frel“ beginnt.

## Frel

### Frela
- Frelau, Axel (1909–1987), tschechoslowakischer deutschsprachiger Schriftsteller

### Frele
- Freleng, Friz (1906–1995), US-amerikanischer Cartoonist und Filmproduzent

### Freli
- Frelich, Oleg Nikolajewitsch (1887–1953), sowjetischer Schauspieler und Regisseur
- Frelich, Petr (* 1985), tschechischer Tennisspieler
- Frelich, Phyllis (1944–2014), US-amerikanische Film- und Theaterschauspielerin
- Frelichowski, Stefan Wincenty (1913–1945), polnischer katholischer Priester und Seliger
- Frelih, Drago (* 1948), jugoslawischer Radrennfahrer
- Frelih, Jasmin B. (* 1986), slowenischer Schriftsteller, Übersetzer und Redakteur
- Frelinghuysen, Alice Cooney (* 1954), US-amerikanische Kunsthistorikerin und Museumskuratorin
- Frelinghuysen, Frederick (1753–1804), US-amerikanischer General und Politiker
- Frelinghuysen, Frederick T. (1817–1885), US-amerikanischer Politiker
- Frelinghuysen, Joseph Sherman (1869–1948), US-amerikanischer Politiker (Republikanischer Partei), Senator für New Jersey
- Frelinghuysen, Joseph Sherman junior (1912–2005), US-amerikanischer Autor
- Frelinghuysen, Peter Hood Ballantine (1916–2011), US-amerikanischer Politiker
- Frelinghuysen, Rodney (* 1946), US-amerikanischer Politiker
- Frelinghuysen, Theodore (1787–1862), US-amerikanischer Politiker und Jurist
- Frelinghuysen, Theodorus Jacobus, deutsch-amerikanischer Theologe

### Frell
- Freller, Birgit (* 1985), deutsche Reporterin, Fernsehjournalistin und Künstlerin
- Freller, Karl (* 1956), deutscher Politiker (CSU), MdLKarl Freller (* 1956)

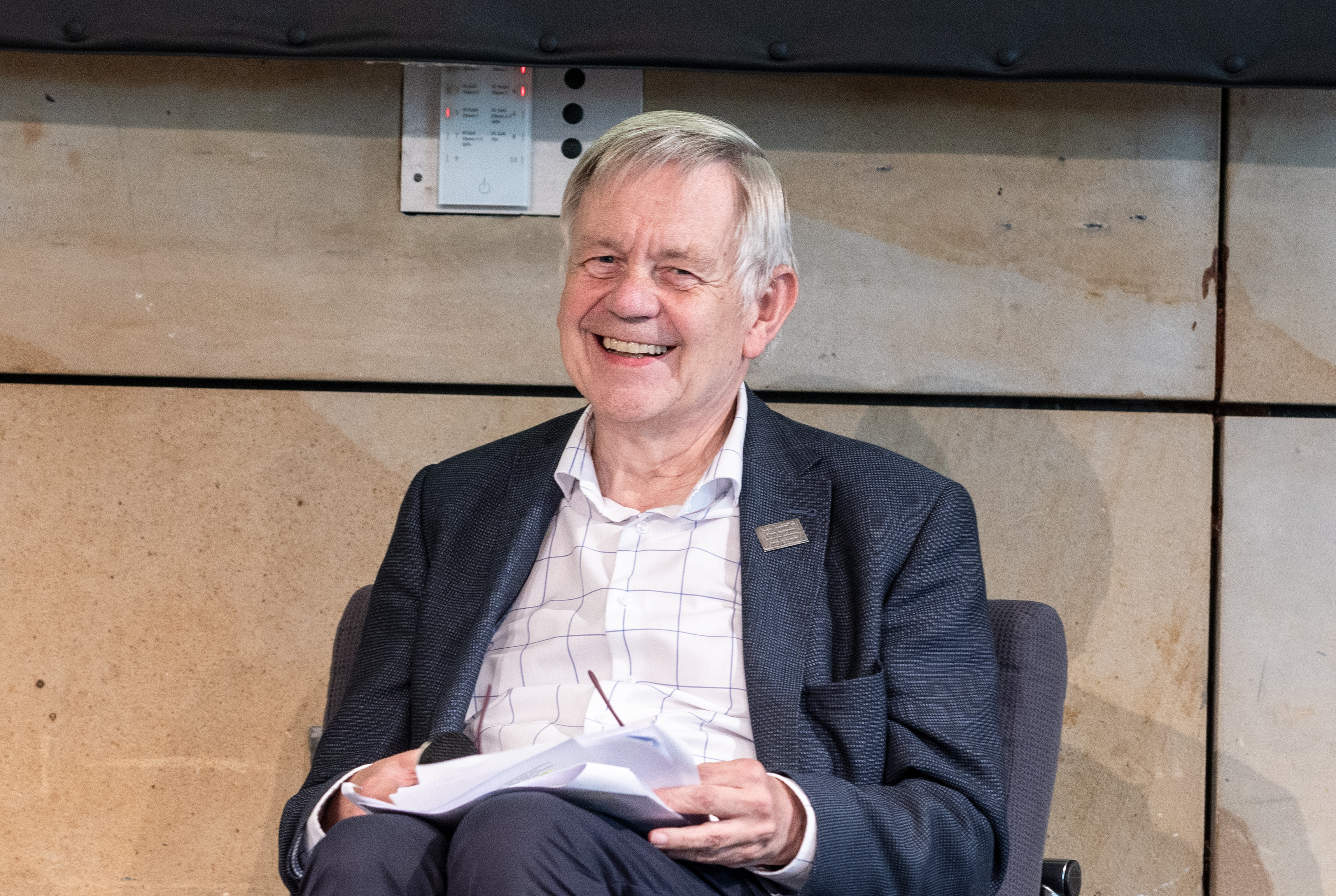
Karl Freller (* 1956)

- Frellesen, Peter (* 1949), deutscher Jurist, Richter am Bundesgerichtshof
- Frello, Otto (1924–2015), dänischer Maler, Grafiker, Comiczeichner und Illustrator

### Frels
- Frels, Wilhelm (1886–1942), deutscher Germanist und Bibliothekar